# まほうつかいの箱
まほうつかいの箱（まほうつかいのはこ）は、ゲームブランドTYPE-MOONの携帯電話版公式ウェブサイト。およびサイト上で展開されているオリジナルキャラクターと派生作品。

## 概要
既に存在していたTYPE-MOON公式ホームページとは別に、2009年1月26日に『魔法使いの箱』として仮オープンの後、2009年4月20日にオープンした。本サイトは『空の境界』『月姫』などのTYPE-MOON関連作品に登場する喫茶店「アーネンエルベ」であるという設定となっている。本サイトの管理はOKSGが行っている。2014年4月30日にサービス終了、サイトも閉鎖された。
月額315円の会員制サイトだが、一部のコンテンツ以外は会員以外でも利用できる。会員は月に300ポイントが付与され、そのポイントで壁紙・着メロ・着うたをはじめ、待ち受けフラッシュ、着せ替えツール、フォトフレーム、着ボイスをダウンロードする事が出来る。追加のポイント購入も可能。また、コンテンツダウンロードに使うポイントとは別に「TMポイント」というものも存在し、1日に1ポイント加算され、そのポイントに応じてオリジナル待ち受け画像などの別のコンテンツをダウンロードできる。その他、作品紹介や各種企画などがコンテンツとして設置されている。また、TYPE-MOONスタッフによる日記やキャラクターによる情報提供コーナー「ひびちかぽすと」「COFFEE BREAK」などのオリジナルコンテンツもある。
出発はウェブサイトであったが、ウェブサイト上で展開されていったオリジナルキャラクターや舞台設定などが次第にTYPE-MOONの独立作品の一つとして見なされるようになっていき、TYPE-MOONのお家芸ともいえるクロスオーバーの一端を担うコンテンツに成長していった。
メディアミックスとしては、大森林による『ひびちかタイム』が月刊コンプティークで連載。またオリジナルドラマCDを経て、公式ストーリーであるドラマCDシリーズ『スターリット・マーマレード』がフロンティアワークスよりリリースされている。また同シリーズは月刊コンプエースにてコミカライズもされた。また『カーニバル・ファンタズム Special season』では、桂木千鍵&日比乃ひびき&ケータイさんがメインキャラとしてアニメに出演している。また本作のキャラクターをメインに据えたウェブラジオ『ひびちからじお！』がアニメイトTVにて配信された。（いずれも後述）

## オリジナルコンテンツ
STAFF ROOM
TYPE-MOONスタッフによる日記形式のコメント。不定期に更新される。
COFFEE BREAK
キャラクターのアイコンを使用した会話形式のショートストーリー。『まほうつかいの箱』オリジナルキャラクターの他、TYPE-MOON作品のキャラクターが登場する事もある。
AHNEN ERBE
喫茶店「アーネンエルベ」の紹介ページ。関連するコンテンツの配信なども行っている。
COMIC
隔週で更新される4コマ漫画。『AATMM』『秋葉ちゃんにやさしくする会』『闘え！タイガーお悩み相談所』『ひびちかの4コマな日常』『ハーフ＆ハーフ＆ハーフ』を配信している。詳細は当該項目を参照。
ひびちかぽすと
いわゆるラジオ番組におけるふつおた。『まほうつかいの箱』オリジナルキャラクターたちによる、ファンメールなどの紹介をする。当初は「COFFEE BREAK」の番外編だった。
ALL RANKING TYPE-MOON
略称ARTM。TYPE-MOON関連作品のテーマ別投票企画。
1. マイBESTキャラ
2. 兄弟姉妹キャラ
3. マイBEST名台詞
4. マイBESTコンビキャラ
5. TM系男子胸キュンランキング
6. マイBEST一緒に無人島に流れ着きたいキャラ
7. マイBEST秋が似合うキャラ
8. マイBESTチョコをもらいたいキャラ
9. 第2回マイBESTキャラ
10. マイBEST先輩・後輩・クラスメイト・先生にしたいキャラ

TYPE-MOONアレ事典
ユーザーからテーマに沿った用語辞典の項目を募集し、それを使って事典を作るという企画。Fate/hollow ataraxiaの通販特典冊子が初出。
1. 第1回Fate総合
2. 月姫総合
3. 空の境界
4. 第2回Fate総合
5. 第1回TYPE-MOON総合
6. 第2回TYPE-MOON総合
7. Fate/Zero
8. 魔法使いの夜

ゲストギャラリー
TYPE-MOON内外の作家による、まほうつかいの箱のオリジナルイラストを配信している。各種20ポイントでダウンロード可能。また作家のコメントも掲載されている。
TYPE-MOON占い
隔日で運勢を表示する。ラッキーカラー・アイテム・待ち受け画像、今日の格言なども表示される。
まほログ
過去に表示されたメッセージや、サイト外観改変を見る事ができる。

## 登場人物

### オリジナルキャラクター
まほうつかいの箱が制作されるにあたって、舞台となるアーネンエルベの従業員を始めとしたオリジナルキャラクターが設定されている。
桂木 千鍵（かつらぎ ちかぎ）
声：仙台エリ
身長：157cm 体重：45kg スリーサイズ：B/77 W/54 H/78
血液型：A型 誕生日：4月29日
アーネンエルベのアルバイト店員。16歳。加々美崎高校1年4組所属。
通称はチカちゃん。緑とも言われる事があり、髪型特徴はツインテール。端麗な容姿の持ち主の美少女だが、非常に面倒くさがりで、休日は家に引き籠もるなど怠惰な日々を送っている。またあまり社交的な性格ではない。常連客には人気らしいが、本人はちやほやされる事に慣れていない。他称「ツンデレ」で相方のひびきにすら言われているが、本人は否定している。アーネンエルベのアルバイトは、ひびきの誘いによって始めた。父母と姉の4人家族だが、父母は海外赴任で家を空ける事が多く、姉の千鳥も大学進学後は家を出たため、実質的に一人暮らし。学校の成績はあまり良くない。
特技は、知恵の輪と20時間眠れること。
実は幼少時は、友達もいてその頃から「チカちゃん」と呼ばれており、素直で好奇心旺盛な性格だったが、小学校、中学校と上がるにつれ千鳥の妹だという理由で、周囲から妬まれるようになり、友達を作らなくなる。次第に「チカちゃん」と呼ばれることを嫌がるようになり、高校に入学する頃にはすっかり忘れていた。
高校入学前後は、有名人である姉へのコンプレックスと、それに付随する更科洗礼名の暗躍疑惑に対するトラウマから、他人と距離を置き、無口で凛とした様子を装っていた。その風体からか男子にちやほやされるなど、クラスのマドンナのような扱いをされていた。しかしひびきの無遠慮な接触や、更科洗礼名の事件が解決した後は本性を隠す事をやめた。髪型もそれ以前は長い髪を下ろしていたが、ひびきの提案で現在の形になった。
たびたび見る夢は、地下洞窟にある螺旋階段を下りていき大きな扉を見つけて開くと、魔法使いの部屋があり、そこに置いてある綺麗な星が映る小さなガラス玉(トライテン)を見つけると言う内容である。また「鍵や扉を開ける」という描写があったが、マリー曰く「迷宮の扉を開ける鍵」とのことらしい。
日比乃 ひびき（ひびの ひびき）
声：本多陽子
身長：154cm 体重：44kg スリーサイズ：B/79 W/55 H/82
血液型：O型 誕生日：9月7日
アーネンエルベのアルバイト店員。16歳。加々美崎高校1年4組所属で、千鍵とはクラスメイト。
髪型特徴はアホ毛。明るく朗らかな性格。調理担当だが、掃除など後片付けは非常に苦手らしい。話を綺麗にまとめるのが得意で、少々くさい台詞をも厭わず周囲も彼女のペースに巻き込まれることがある。第七聖典を一人で運んだり、千鍵を持ち上げたまま走ったりと、身体能力に恵まれている様子。自身と千鍵アーネンエルベにバイトするようになったのは、彼女の伝手である。学校の成績はあまり良くない。
高校に進学するにあたって加々美崎市へ越してきたと主張している。家族構成が外遊中の祖父のみ、洋館に一人で暮らしている、など家庭に謎が多い。
その正体はコーバック・アルカトラスが作った伝説の魔術礼装、聖典「トライテン」。それは、ガラス玉の形をした生命の存在しない宇宙のモデルケース。しかし、宇宙として成長する過程で生命、人間（日比乃 ひびき）を生んでしまった。かつて、幼い千鍵により大迷宮・アルカトラスから持って行かれて以降は、ゼルレッチが管理（保護）しているが時々、ひびきの姿で外の世界に出ている。聖典の力を行使する能力があり、その時は身体能力が大幅に上昇する。また感情の抑揚が少なくなり、一人称も「僕」に変わる。また、聖典としての人格と人間としての人格の二つを持っておりトライテン自身は、ひびきの記憶を有しているがひびき自身は、トライテンとしての記憶を有していない。
ケータイさん
声：岸尾だいすけ
身長：210mm 体重：130g スリーサイズ：B/15 W/15 H/15
誕生日：6月27日
アーネンエルベに置かれている、自分の意思で通話を始められる謎の携帯電話。男声。別名はパケシ。
割と邪険にされており、千鍵にちょっかいをだしては破壊され、すぐに復活する。一方で問題の解決に一役買う事も。スマートフォンに敵意を抱いている。ひびきと千鍵がアルバイトを始める前からアーネンエルベに置かれていた。
その携帯電話の正体は魔法使い・ゼルレッチの生成した魔術礼装。また「中の人」は、普段とは一変して真面目で知的な人格。アルクェイドの古い知人であるらしいその人物は、魔術と神論を極め、「主の愛の存在証明」＝「宇宙」という結論に至ったり、その結晶である聖典「トライテン」を作って迷宮に閉じこもった死徒二十七祖の二十七位にして最高位の魔術師コーバック・アルカトラス。通称「千年錠の死徒」。何らかの力で外の状況を知ることができるらしいが、迷宮内を楽園と称してここ数百年は表に出てきていない。聖典「トライテン」が人間の姿となった一件により、神を作ってはならない教義に反してしまう。なにより、人間が作れる神など、あってはならぬと言う理由で日比乃 ひびき（トライテン）を否定している。なおケータイさん以外の携帯電話からも通話は可能であるらしい。ゼルレッチやアルクェイド（リメイク版では、ラブマドロス、アガペと並んでゼルレッチの茶飲み仲間である二十七祖の三馬鹿トリオの一人）とは旧知の仲。『歌月十夜』のワンシーンである『月姫2』の予告で登場しているが、立ち位置は不明。最も若い祖と表現される。
須方 スナオ（すがた スナオ）
声：辻あゆみ
身長：155cm 体重：43kg スリーサイズ：B/74 W/53 H/76
血液型：B型 誕生日：6月10日
千鍵らと同じクラスに通う女子高生。
活発な性格で、千鍵は彼女の性格を苦手としている。独特の言葉遣いで喋り、あまり緊張感を持っていないような様子である事が多い。またマイタバスコを持ち歩く程の辛党。趣味はB級映画の鑑賞。更科洗礼名の事件の後、千鍵たちのクラスへと転入してきた。学校の成績はふるわず、授業中の居眠りや置き勉、手ぶら登校など、学習態度にも問題がある。
その正体は聖堂教会の代行者見習い。聖典「トライテン」を探すために加々美崎市へとやってきた。戦闘能力は高いが、まだ未成熟な面が垣間見える。その本領は代行者の先輩であるシエルが調整した重火器の使用。また四次元ポケットのようにあらゆるものを収納する能力を有している。
ジョージ
声：中田譲治
アーネンエルベの店長。
イタリア料理の達人らしい。千鍵はひびきの紹介でアーネンエルベを訪れているため、以前よりひびきとは何らかの関係があった模様。ケータイさんについて無知であったりと、シナリオの本筋に関わる事はないが、開店当時に魔法使い・ゼルレッチとともにモノクロ写真に今と変わらぬ姿で写っているなど謎も多い。性格は非常に温厚だが、店を荒らされた時には怒りを露わにするらしく、実際に「AATM」ではネロ・カオス、言峰綺礼、荒耶宗蓮のオーラを出していた。
『アーネンエルベの一日』でも登場しており、モデルはTYPE-MOON作品の常連である声優・中田譲治。前掲した三キャラはいずれも中田が演じているキャラクターである。
黒衣 希望（くろい のぞみ）
声：田村睦心
加々美崎高校の女性養護教諭。28歳。
訳あって記憶を失っている。大抵は無気力な態度であり、面倒という理由で仕事をする事を嫌がるなど、およそ教師らしからぬ言動も目立つ。また家の場所も忘れてしまっているので、保健室を私室のように扱っている。
結城 ユウ（ゆうき ユウ）
ひびちかと隣のクラスに在籍している女子生徒。結城姉妹の姉。
褐色肌に左目を前髪で隠している。性格はユキと比べると常識人で、暴走しがちなユキのストッパーになることが多い。
結城 ユキ（ゆうき ユキ）
ひびちかのクラスメイト。結城姉妹の妹。
外見はユウにそっくりだが、前髪で隠している目が右目になっている。性格は姉より活発で、スナオと悪乗りをしたりすることもしばしば。クラスメイトということもあり、ユウより登場頻度が高い。
更科 洗礼名（さらしな せれな）
声：井上麻里奈
加々美崎高校1年1組の生徒。
中学時代からの千鍵の友人。その頃は暗めの性格であったらしいが、高校進学してしばらく後に、人が変わったかのように明るく華やかな性格となった。数多くいる桂木千鳥ファンの一人であったが、非常に過激な思想の持ち主でもあり、中学時代から千鳥に接触するために妹の千鍵と懇意にしようとする人たちに対する妨害行為を行っており、結果的に千鍵が友人作りにトラウマを作る原因となっていた。
高校に進んだその月に、ある魔術師から花飾りに模した使い魔「ガルゲンメンライン」を貰う。性格がシフトしたのはこの時で、以後はガルゲンメンラインの力を使って千鳥に近づく人間を学校プールに拉致監禁、あるいはその花粉を使って人形のように使役するなどした。しかしひびきとの交戦に敗れ、ガルゲンメンラインの力のその大半を失った。その後は自分が千鳥に執着していた理由、即ち自らの強烈なコンプレックスを自覚し、最後に千鍵に謝罪の言葉を残して加々美崎市から姿を消した。
黛 まゆ子（まゆずみ まゆこ）
声：矢作紗友里
ひびちかのクラスメイト。
クララには「まゆまゆ」と呼ばれる。気が弱く引っ込み思案な性格だが、排他的だった頃の千鍵には積極的にアプローチをかけていた。視力は悪くいつもは眼鏡を掛けているが、千鍵やひびきの事件やトラブルで必ず眼鏡が壊れてしまうので、コンタクトレンズに変えた。その甲斐あってか、現在では千鍵やひびき、クララと一つの友人グループのまとめ役のようなポジションに落ち着いている。千鍵には友情以上の感情を表すこともある。学校の成績は非常に優秀。
栗枝 クララ（くりえだ クララ）
声：水沢史絵
ひびちかのクラスメイト。
まゆ子とは中学校からの友人。いつも不気味な笑みを浮かべており、また感情の抑揚が分かりにくいため一見何を考えているかわからない所がある。本人は動物が好きなのだが、なぜか動物からは懐かれないらしい。鋭いところがあり、アーネンエルベで変装していたひびちかの正体を唯一看破している。家族構成は両親と弟妹の5人家族で、顔はみなクララと顔がそっくりであるらしい。学校の成績はあまり良くない。
桂木 千鳥（かつらぎ ちどり）
声：佐藤利奈
千鍵の3歳年上の姉。現在大学1年生。
加々美崎高校のOGで元生徒会長。容姿端麗、頭脳明晰、運動神経抜群で彼女の活躍は在校生の語り草になっているらしく、地元では後輩に留まらず教員や他校の生徒たちからも人気が高い有名人。そのために、何かと比較されてきた千鍵は彼女の存在に劣等感を抱いていた。正義感が強く後輩の面倒見もいいが、自由人気質で掴み所のない問題児でもあった。大学は自宅から少し離れた場所にあるため、現在は実家を出て暮らしているが、たびたび千鍵の面倒を見るために帰宅している。千鍵のことは非常に溺愛しており、まだ千鍵が懐いていた頃に書かれた千鳥についての作文を今でも大事に所持している。姉妹揃って緑髪と緑瞳がある。
ハリエット・フリーゼ
声：小岩井ことり
加々美崎高校1年2組に通う女生徒。
明らかに小学生くらいの外見だが、偽って高校に通っている。性格は食べ物に釣られるなど子供そのもので、またわかりやすいツンデレキャラ。制服に合わせた帽子が特徴的。外国人の少女ということで、校内では噂になっていた。とあるホテルの一室を借りきって暮らしているらしい。ひびきからは「ハルちゃん」と呼ばれる。
半人前ながら魔術師であり、父母の敵として聖堂教会を憎んでいる。ガルゲンメンラインを改良・発展させたゴーレム「アルラウネ」を駆使して戦う。その際は自らの魔力ではなく、身に着けた指輪を介してマリーから供給される魔力を使っている。戦闘サンプルとして加々美崎市内にゴーレムを徘徊させており、スナオとの戦闘データを収集していた。またロレンツの指示でトライテンであるひびきを監視するために行動している。
ロレンツ・トレンデル
声：木内秀信
両親を失っているハリエットの保護者。魔術師。ハリエットからは「パパ」と呼ばれている。
性格はやや楽観的で、自ら動くことをよしとしないところがある。ハリエットについては大事に思っている様子があり、冷徹さは垣間見えない。コーバック・アルカトラスが作ったといわれている聖典・トライテンを追及していた魔術師であり、また前職は教会の神父でもあった。10年前に数多くの同胞を失い、自身も死亡したとされていたが、その研鑽は偽典・ミラビリスを完成させるまでに至った。
マリー・ミュラー
声：能登麻美子
ハリエットのメイド兼教育係。彼女も加々美崎高校に在籍している。
感情が希薄な女性で、ハリエットに対しては少々厳しめに接している。一方でハリエットの監視役という側面もあるようで、ハリエットの突飛な行動には振り回されることもある。
その正体は、ロレンツが作り上げた聖典・トライテンの贋作、偽典「ミラビリス」。身体その物が人形であり胸部に本体が埋め込まれており、その力を発揮すると「トライテン」に匹敵する能力を得る。また口調も一人称が「僕」になり、性格もやや饒舌になる。だが贋作ゆえか何らかの欠陥を抱えているらしく、魔力の供給が落ち込む描写がある。その誕生の経緯から、ひびきを「姉さん」と呼ぶ。
児玉 溥子（こだま ひろこ）
加々美崎高校1年1組の女生徒。
千鍵と同じ中学出身で、千鳥のファンクラブの一員。加々美崎高校では陸上部に所属し、ホープと呼ばれているらしい。千鳥が大学へ進学したその年の4月に、一時的に帰宅していた千鳥と偶然に遭遇した所を更科洗礼名に嫉妬され、後に山内とともに洗礼名によって拉致監禁される事になる。
山内 清美（やまうち きよみ）
加々美崎高校1年1組の女生徒。
児玉の友人で、千鍵とは同じ中学出身。千鳥のファンクラブの一員で、千鳥を「様」付けで呼ぶなど非常に敬愛している。お嬢様のような丁寧な口調が特徴で、体力に乏しい。児玉とともに更級洗礼名に拉致監禁されてしまう。
百田（ももた）
加々美崎高校の男性教師。千鍵たちの担任の先生。更科洗礼名の事件の際にはその数日前から欠勤しており、実は洗礼名によって監禁されていた。
ノノミヤ
加々美崎高校の教師。桂木千鳥が在学時代から同校の教員であったようで、千鳥の妹である千鍵とも面識がある。
アサシン仮面
2011年度から出現し始めた、アサシン（ハサン・サッバーハ）の仮面を付けた店員。どう見ても桂木千鍵だが、本人は否定している。ひびきはその正体に気づいていない様子。
漫画版「スターリッド・マーマレード」では千鳥がアサシン仮面を名乗って登場した。

### TYPE-MOON作品のキャラクター
オリジナルキャラクターのほか、『月姫』シリーズや『Fate』シリーズのキャラクターも「COFFEE BREAK」やドラマCDにゲスト登場している。また『月姫』シリーズのヒントコーナー「教えて知恵留先生」に登場した知恵留先生とネコアルクがサイト解説に登場している。声優はドラマCDのもの。各キャラクターの詳細は、出展作品各項目を参照。
アルクェイド・ブリュンスタッド（Arcueid Brunestud）
声：柚木涼香 / 出典：月姫
アーネンエルベの常連客の一人。騒動を持ち込むことが多いが本人は自覚はまったくない。ケータイさんの作り主や中の人とは浅からぬ因縁があるらしい。
シエル（Ciel）
声：佐久間紅美 / 出典：月姫
アーネンエルベの常連客の一人。シエルスペシャルという自身専用のメニュー（カレー）を持っている。カリー・ド・マルシェが作ったというカレーレシピを探すためにアーネンエルベの地下倉庫にあった洞窟を探検する。しかしそこにあったのは妄想具現化装置「ファーブル・マンタズム」であり、それを間桐慎二に横領された。
「スターリッド・マーマレード」では聖堂教会の同僚である須方スナオの口から、断片的にその存在が語られている。
セブン（Seven）
声：戸松遥 / 出典：歌月十夜
ひびきがどこからか拾ってきた第七聖典の守護精霊。愛称はななこ。契約者と霊感の強い人物しか見えないはずだが、ひびきはなぜか彼女の姿がすぐに視認できた。ひびきには懐いているが、千鍵とは犬猿の仲。普段の鬱憤を晴らすため、シエルに捏造の宝の地図を渡した。
ネコアルク（Neco-Arc）
声：柚木涼香 / 出典：MELTY BLOOD
アーネンエルベの店員だがひびちかとはあまり接点がない。TYPE-MOONの元祖マスコットキャラクターとして、ケータイさんに先輩風を吹かしている。
衛宮 士郎（えみや しろう）
出典：Fate/stay night、Fate/kaleid liner プリズマ☆イリヤ
イリヤと大河が無銭飲食をしてしまった時に初めて来店。その後も何度かアーネンエルベには顔を出しているらしい。
『プリズマ☆イリヤ』の彼も名前だけだが登場。凜と共に来店している。
セイバー（Saber）
声：川澄綾子 / 出典：Fate/stay night
アーネンエルベの常連客の一人。シエルとも面識があったが、シエルからは食っちゃ寝王と呼ばれてしまう。
遠坂 凛（とおさか りん）
声：植田佳奈 / 出典：Fate/stay night、Fate/kaleid liner プリズマ☆イリヤ
赤いケータイさんの騒動の時に初来店。ひびちかとともにアンリミテッド・モバイルワークスに取り込まれ、その内に友情を育む。
『プリズマ☆イリヤ』の彼女も名前だけだが登場。士郎共に来店している。
アーチャー（Archer）
声：諏訪部順一 / 出典：Fate/stay night
凛によって赤い携帯電話に封印された状態で初来店。ショックで記憶を失い、凛やひびちかを固有結界「アンリミテッド・モバイルワークス」に閉じ込めた。固有結界の効果は、対象を携帯電話の中に取り込み、ブラウザゲームを完全クリアするまで閉じ込めるというもの。その間の固有結界の維持や固有結界内で消費された魔力は、携帯電話のパケット代金として計上される。
イリヤスフィール・フォン・アインツベルン（Illyasviel von Einzbern）
声：門脇舞以 / 出典：Fate/stay night、Fate/kaleid liner プリズマ☆イリヤ
大河とともに初来店。劇場版が決定すると、準レギュラーとして大河に対して尊大に接していた。その後、別世界のイリヤも美遊とともに士郎と凛をストーキングしながら来店した。自身の浅慮な願望で危うくアーネンエルベ一帯を焦土にしかけてしまう。なお、ひびきは2人のイリヤが別人であるということを知っていた。
藤村 大河（ふじむら たいが）
声：伊藤美紀 / 出典：Fate/stay night
イリヤとともに初来店。劇場版が決まると、サブキャラクター枠での出演だったためにイリヤに媚び諂うことに。
言峰 綺礼（ことみね きれい）
出典：Fate/stay night
同僚のシエルがカレーばかりを注文するのに対抗するように、麻婆豆腐を注文している。
ランサー（Lancer）
声：神奈延年 / 出典：Fate/stay night
アーネンエルベの店員の一人で、スタッフの中ではリーダー的存在。何かと面倒事を押し付けられたり、貧乏くじを引かされることが多い。
カレン・オルテンシア（Caren Hortensia）
声：小清水亜美 / 出典：Fate/hollow ataraxia
ルヴィアを扇動してアーネンエルベを滅ぼし、ケータイさんを回収せんと暗躍した。計画が頓挫しかけると、聖杯の泥の余りから愛情かけて育て上げたという「ジャイアント・アンリ」を駆使してアーネンエルベを物理的に滅ぼそうとするが、カレイドライナーと化したひびちかによって返り討ちにあった。
ルヴィアゼリッタ・エーデルフェルト（Luviagelita Edelfelt）
声：伊藤静 / 出典：Fate/hollow ataraxia
カレンに騙され、アーネンエルベの真正面にメイド喫茶「アーネンエノレベ」をオープンし、アーネンエルベの経営を妨害しようとしていた。野望はランサーによって阻止されるが、のちにカレンに騙されていたことを知って撤退した。ひびちかにはそれなりに好印象を覚えていた。
ギルガメッシュ（Gilgamesh）
声：遠藤綾 / 出典：Fate/hollow ataraxia
若返りの薬を飲んだ少年期の姿で登場。マスターであるカレンの命で「アーネンエノレベ」のメイド店員として働かされる。後にアーネンエルベの方に派遣されるものの、ひびきを気に入ったためにアーネンエルベ側に寝返る。
美遊・エーデルフェルト（Miyu Edelfelt）
声：名塚佳織 / 出典：Fate/kaleid liner プリズマ☆イリヤ
イリヤとともに士郎と凛を追って来店。パートナーであるサファイヤは次元のはざまに飲み込まれて行方不明になっていたため、カレイドライナーには転身できなかった。
マジカルルビー
声：高野直子 / 出典：Fate/kaleid liner プリズマ☆イリヤ
ケータイさんとは兄弟製のマジックアイテム。突如飛来した隕石に対処するため、イリヤ・美遊・ひびき・千鍵の4人をカレイドルビーとして同時に転身させるが、イリヤ一人の衣装を四人で分かち合ったために一人分の衣装の布地が非常に少なくなる羽目になってしまった。後に隕石ごと存在軸をずらして消失するが、すぐに回帰した。

## 用語
魔術や聖堂教会など、基本的には既存のTYPE-MOON作品の設定をそのまま引き継いでいるが、本シリーズが初出であったり、本シリーズで初めて本格的に語られた設定も存在する。なお本作でも重要な要素である「魔術」「魔法」「死徒」「聖堂教会」「代行者」と言った用語はTYPE-MOON#共通した舞台設定を参照。
ひびちかコンビ
本シリーズの主人公的キャラクターである日比乃ひびきと桂木千鍵の二人を合わせて呼ぶ場合の通称。別称に「柑橘系コンビ」がある。須方スナオを含めて「ひびちかすな」と呼称される事もある。
この名称を初めて使ったのは、カプコンのイラストレーター・日暮竜二であるらしい。
アーネンエルベ
ひびちかコンビがアルバイトをしている喫茶店。店長はジョージ。その他のスタッフにはランサーやネコアルクたち、翡翠、カレン（ただし自称）がいる。やや暗いものの古風でシックなイメージから、隠れた名店として知られている。店長の方針として静かで落ち着いた雰囲気を醸し出している。また料理は店長やスタッフが作れればなんでも出てくるという方針。偽物の志貴によるとストロベリーパイが逸品らしい。ラズベリー系がおいしい。自慢のメニューはブルーベリーパイ。基本的にジョージが趣味で焼いているシェフの気まぐれパイにハズレはない。店名はドイツ語で「遺産」を意味する。ここのオーナーは、ゼルレッチであり店の設計も担当している。常連客は、セイバー （アルトリア・ペンドラゴン）とアルクェイド、シエルや両儀 式、そしてゼルレッチの茶飲み仲間のコーバック達、死徒二十七祖の三馬鹿トリオである。
「あったりなかったりする」「いろんな場所に同一店舗がある」という奇妙な噂があるが、いずれもそれはこの店が「魔法使いの匣」であるからである。加々美崎高校や千鍵の家から徒歩で通える圏内にあるほか、『空の境界』世界ではJR観布子駅の近く、『月姫』世界では三咲町内（リメイク版では総耶駅前の映画館の近く）、『Fate』世界では冬木大橋の下に存在している。『Requiem』世界では、とあるプライベートビーチに備えられた海の家「あーねんえるべ」として登場。『FGO』世界では、カルデア支店として第一部ではフィニス・カルデア基地内に存在し、第ニ部では彷徨海とストーム・ボーダー内に存在している。
初出は『空の境界』。以後『月姫』『Fate/hollow ataraxia』と、TYPE-MOON作品の主な作品で登場していた「普段合う事のない人と会う事が出来る」喫茶店。後に前述の三シリーズのクロスオーバー作品である『アーネンエルベの一日』にてキャラクターたちが一堂に会した頃より、「TYPE-MOON作品のクロスオーバーが行われる場所」として認知されるようになった。
加々美崎市（かがみさきし）
千鍵たちが住んでいる町。
海に隣接した地方都市。千鍵やひびきは市内にある私立加々美崎高校に通っている。
魔法使いの匣
第二魔法の使い手であるキシュア・ゼルレッチ・シュバインオーグが世界の三か所に作ったと言われる、特異点を兼ね備えた建造物。アーネンエルベがその内の一つにあたる。
その地下には巨大な術式が敷かれており、その上を通過する事で無自覚に並行世界に干渉するようになる。ただしそれは副産物的なものであり、本来の意図は「面倒くさい工程をすっ飛ばす事が出来る」というものらしい。
パララララ機関
神論と魔術の融合を目指した者たちが設立した組織。教会の教義では魔術は異端とされているため、この組織の存在は存在自体が禁忌に触れている。
過去に聖堂教会によって壊滅させられているが、一部の研究者はその手を逃れて隠れているらしい。潜伏している残党は、彼らが信奉する魔術師の作り出した「奇跡」の象徴を掌握しようと動いているらしい。ロレンツ・トレンデルの行動理念と合致するが、その関係は明言されていない。

## メディアミックス

### 出張版
まほうつかいの小箱
月刊コンプティークにTYPE-MOON情報コンテンツとして掲載されている。各種情報や投稿イラストの他、大森林による4コマ漫画『ひびちかの4コマな日常』が掲載されている。

### ドラマDVD
TMエースおまけ劇場 アーネンエルベへようこそ！-Fate/wondering journey-
2009年12月24日発売のTYPE-MOONエース Vol.4の付録。
「Fate シリーズ」の作品を紹介するという内容。千鍵、ひびき、ケータイさんの声優はこの作品で初めて設定された。

### ドラマCD
まほうつかいの箱 〜赤いケータイさん〜
2010年10月9日発売のコンプティーク2010年11月号の付録。後に「アラカルト」に再録。
まほうつかいの箱 〜沈黙のルビーアルマゲインパクト〜
2010年10月26日発売の月刊コンプエース2010年12月号の付録。
ドラマCD まほうつかいの箱『狙われたアーネンエルベ』
フロンティアワークスから2011年1月26日発売。CD2枚組。2010年12月に開催されたコミックマーケット79のTYPE-MOONブースで「まほうつかいの箱 TAKE-OUT CD BOX」として「TYPE-MOON VOICE PHANTASM ひびちからじお！ DJCD アーネンエルベでお待ちしてます☆」とセットで先行販売された。DISK2の最終トラックを最後まで聞くと、ミニエピソードを聴く事が出来る。
まほうつかいの箱 スターリット・マーマレード
脚本：OKSG / キャラクターデザイン：武内崇 / 販売：フロンティアワークス
愛称は「スタママ」。公式サイト上や他のメディアミックス作品とは一線を画したシリアスなストーリー構成で、TYPE-MOON作品でおなじみの魔術や聖堂教会といった要素も登場する。またこの作風に合わせて、キャラクター設計において頭身が若干高くリデザインされている。なお初回封入特典として、設定資料などを掲載した小冊子がつく。
1. ドラマCD まほうつかいの箱 スターリット・マーマレード
2012年9月26日発売。CD2枚組。2012年8月開催のコミックマーケット82で先行販売。
2. ドラマCD まほうつかいの箱 スターリット・マーマレード VOL.2
2013年6月26日発売。

アンソロジードラマCD まほうつかいの箱 アラカルト
フロンティアワークスから2014年1月29日発売。CD2枚組。雑誌付録だったCDドラマ「赤いケータイさん」「恐怖・人類未踏の地底大洞窟!喫茶店地下666メートルの秘境に幻の美少年を見た!」と『スターリッド・マーマレード』の外伝エピソード「花咲く乙女よ穴を掘れ」を収録。

### コミカライズ
単行本はいずれも角川コミックスより刊行。
ひびちかタイム
作画：大森林
月刊コンプティーク2010年10月号から2013年6月号まで連載された。
1. 2013年6月26日刊行 ISBN 978-4041207246

まほうつかいの箱 スターリット・マーマレード
作画：久松士郎
月刊コンプエース2013年9月号から2014年3月号まで連載された。
1. 2014年2月26日刊行 ISBN 978-4041209776

### ゲーム
へし折れ!ケータイさん
Android OSおよびiOS専用ミニゲームアプリ。イラストは今泉昭彦とマツダが担当している。

## WEBラジオ
TYPE-MOON VOICE PHANTASM『ひびちからじお！』（タイプムーン ボイス ファンタズム -）が、アニメイトTVで2010年7月26日から2014年5月12日で隔週月曜日に配信されていた。パーソナリティは桂木千鍵 役の仙台エリと日比乃ひびき 役の本多陽子。イラストレーターとしてCHAN-COを起用している。ラジオ内ではTYPE-MOON各作品内で使用されたBGMが使用されているほか、オープニング・エンディングBGMをTYPE-MOONの音楽担当KATEが新規に作成している。
なお同年の7月5日と7月19日にはCM放送が2回にわたって配信された。2011年11月には公式Twitterを開始。43杯目からはテーマソング「シトラス・シリウス」がOPに変更。
2013年7月22日配信分より、隔回の番組内番組として『Fate/EXTRA　月海原学園放送部』が配信されている。『Fate/EXTRA』のタイアップラジオ番組で、パーソナリティは丹下桜（セイバー 役）と阿部敦（岸波白野 役）。詳細は当該項目参照。

### コーナー
OPドラマ
キャラクター同士によるミニドラマ。脚本はOKSG。
コミュニティーノート / 掲示板
いわゆるふつおたのコーナー。
聞かせて、ひびちかぽすと！
「まほうつかいの箱」サイトのコーナーである「ひびちかぽすと」のラジオ版。毎回決められたテーマを元にメールを募集する。
妄想具現化 / マーブル・ゆーとぴあ
リスナーの願望などを募集し、紹介する。
妄想具現化 / まーぶるゆーとぴあ外伝 〜聖杯よりも、彼女にお願い! + TYPE-MOONのあの娘にPLEASE〜
リスナーの特にTYPE-MOONキャラにしてほしい願望などを募集し、紹介する。
マッシュ誕生日記念・呪文大放出記念!! 妄想具現化 / マーブル・ゆーとぴあ!!
35杯目で配信。内容は通常と同じだが、放送日が奈須きのこの誕生日であったために改題された。
妄想具現化 / マーブル・ゆーとぴあ! 初夢スペシャル!
40杯目で配信。内容は通常と同じだが、2012年初収録だったので改題された。
たけのこ交換日記
TYPE-MOONの主幹スタッフである武内崇（通称・ビッグボス）・奈須きのこ（通称・マッシュ）への質問を募集し、交換日記に書いて返事をもらう。
ゴトワード
業界用語とそれにまつわるエピソードなどを募集し、紹介する。コーナー名の元ネタは『空の境界』で登場した「偽神の書（ゴドーワード）」から。
あなたの周りの魔法使い!
リスナーから「魔法使いらしき人」の目撃情報を募集し、それをパーソナリティが一般人か魔法使いかを判定する。『魔法使いの夜』発売に先立って開始された。
ミルク or レモン
二択の選択肢の中からより一般的であるものを当てるゲーム。パーソナリティとゲストで多数決を行い、少ない方に減点され、最終的に最も減点された人が罰ゲームとなる。
マホラーレポート
『魔法使いの夜』発売に先駆けて、応援や期待の声などを募集する。「マホラー」とは「『魔法使いの夜』を愛し、応援し続ける覚悟完了した人」の事。
月のオススメ
TYPE-MOON関連情報を告知するコーナー。
お客様アンケート
ゲストが来た際に行われるふつおたのコーナー。
目指せ、時計塔!! ひびちか予備校
『Fate/EXTRA』についての問題をリスナーが出し、パーソナリティ二人がそれを解く。仙台と本多は同作をプレイしている。
お客様いらっっしゃーい!!
TYPE-MOON関連商品制作に携わるゲストが、TYPE-MOON関連グッズを一つ紹介する。
メイキングメニュー
TYPE-MOONとコラボメニューを期間限定で展開しているグッドスマイルカフェのメニューを発表する。同時に募集も行っている。
『魔法使いの夜』体験版体験会
『魔法使いの夜』体験版をパーソナリティがプレイしながらレポートする。
新年スペシャル企画!! お品書きを書いちゃおう!!
新年に合わせて放送されたコーナー。パーソナリティがその年の抱負を発表する。
スイートチョコレート センテンス
バレンタインにあわせて放送されたコーナー。お題にあった甘いセリフをパーソナリティが考えてしゃべる。
Zeroにしたら負けだけど、Zeroに近かった方が勝ちゲーム!
「テレビアニメ『Fate/Zero』Blu-ray BOX I」発売にあわせて放送されたコーナー。番組スタッフへのアンケートで回答がゼロに近かったものをパーソナリティが当てて、ポイントを競う。
みんなで揃えよう!! オーダーチャレンジ!
パーソナリティ・ゲスト全員に対して質問が出され、同じ回答が出るように努める。

### 配信日程
| 1杯目   | 2010年07月26日 | 「結構無茶して行こうかな―って思ってるよ！」 「この中に時々私達の願いを織り交ぜていって？」                                                                      |                                                                                       |
| 2杯目   | 2010年08月09日 | 「だってさ、“ホンダヨウコ”何回死んだの？」 「スゴイ、死んでますね。数え切れないほど死んでますね（泣）」                                                         |                                                                                       |
| 3杯目   | 2010年08月23日 | 「サークル参加用紙、大量に買って来ちゃった方はスミマセン、一部譲って頂けるとー（笑）」 「ああ、なるほど～！！ 旨い！！」                                        |                                                                                       |
| 4杯目   | 2010年09月06日 | 「ヨーコとお姉さまでお願いします！」 「“お姉さま”！？」 「ヤメテ！！」                                                                                          | ゲスト：門脇舞以                                                                      |
| 5杯目   | 2010年09月21日 | 「そういうつもりじゃないのニ～」 「エッチなのはいけないと思います！！」                                                                                         |                                                                                       |
| 6杯目   | 2010年10月04日 | 「ケータイさん、ドンドン懲りずいっぱい来るんでしょうね～」 「ケータイさんとGは同じ立ち位置なんだね～」                                                          |                                                                                       |
| 7杯目   | 2010年10月18日 | 「いいの？いいの？ じゃ、呪文唱えない？」 「ん…だって…叶わないジャン！！！」                                                                                    |                                                                                       |
| 8杯目   | 2010年11月01日 | 「やさしくお願いします☆」 「やさしくネ？初めてだからね？」 |                                                                                       |
| 9杯目   | 2010年11月15日 | 「ちょっ、間違ってたら一枚脱いで貰いますからねっ（ツン気味）」 「？！ そいういルールッッ？！」                                                                  |                                                                                       |
| 10杯目  | 2010年11月29日 | 「妄想してて、いいのかなぁ？」 「イインダヨっっ！！ 妄想から始まるんだよッッ！！（必死）」                                                                      |                                                                                       |
| 11杯目  | 2010年12月13日 | 「一番やって見たいことは――コスプレですね！」 「ちょっと待て、ちょっと待て！どういう事？！(動揺)」                                                               |                                                                                       |
| 12杯目  | 2010年12月27日 | 「ドSは大好きですねぇ～」 「ドSが“大好物”らしいですっっ！！」 「え？！ドMって事ですか？！」                                                                     | ゲスト：辻あゆみ                                                                      |
| 13杯目  | 2011年01月11日 | 「人があまりに多くて、“ま、いっか♪お参りしなくても！”みたいな感じで――」 「えーーーっっ！！神もビックリだよ！！」                                                |                                                                                       |
| 14杯目  | 2011年01月24日 | 「うわぁ…いらっしゃいませぇぇ(退き)」 「とんでもないのが、来ちゃったなぁ～(苦笑)」 「豆の話、してっからだろぉ？フリが来たからじゃねえかよぉ～(悪笑)」           | ゲスト：岸尾だいすけ                                                                  |
| 15杯目  | 2011年02月07日 | 「でもネ、牛タンさん… あぁ、仙台さん！」 「何だと！笹カマって呼べよ！」 「意味わかんないよぉ～～(泣)」                                                          | ゲスト：岸尾だいすけ                                                                  |
| 16杯目  | 2011年02月21日 | 「それはどぉーしよっかなぁ（￣ー￣）」 「お願いしますよぉー(≧人≦ ）」 「オイオイ、前回のゲストと同じ様な事、言ってるぞぉ(；＝＝)」                              | ゲスト：伊藤静                                                                        |
| 17杯目  | 2011年03月07日 | 「二人で、二人でッッ！！」 「斜め45度の角度でお辞儀をしています！！」                                                                                           |                                                                                       |
| 18杯目  | 2011年03月22日 | 「遠藤さんは、ポンポンとお答え下さい♪」 「嫌です(･∀･)」 「おっと―綾様だ！綾様だッッ！！」                                                                       | ゲスト：遠藤綾                                                                        |
| 19杯目  | 2011年04月04日 | 「戦場カメラマンさん――」 「そう、戦場カメラマンさん…みたいな雰囲気の会社でしたよ」                                                                              |                                                                                       |
| 20杯目  | 2011年04月18日 | 「ラジオの前の駄犬共、こんにちワッフル～～♪」 「何、言ってんの？！」 「ワ、ワッフル～（汗）」                                                                   | ゲスト：小清水亜美                                                                    |
| 21杯目  | 2011年05月02日 | 「麻雀って、意外と人生の縮図がみえるっていうか―」 「何、それっっ？！！」×2                                                                                      | ゲスト：植田佳奈                                                                      |
| 22杯目  | 2011年05月16日 | 「なんかプロみたいじゃね？プロみたいじゃね？ …はいどうぞ。」 「そんなところで渡されても困ります！！」 「そうだね…」 「(苦笑)」                                  | マチ★アソビ Vol.6での公開録音分 ゲスト：辻あゆみ / 岸尾だいすけ                       |
| 23杯目  | 2011年05月30日 | 「そんな、当たり前じゃないですか～」 「陽子がパートナーでよかったよ……」                                                                                         |                                                                                       |
| 24杯目  | 2011年06月13日 | 「半分当たってるけど～(・ω<)」 「おいっっ！！ 当たってんのか？！ やっつけなのかっっ！！」 「きのこ、聴いたか？！ きのこーーッッ！！」                           | ゲスト：柚木涼香                                                                      |
| 25杯目  | 2011年06月27日 | 「こう見えて、本当は優しいんだよ？！ 俺は！」 「“こう見えて”って、どう見えてるんですかね？」 「あ、えっと、何か後輩たちの噂では“ヤベぇぞっ！！”って――」         | ゲスト：神奈延年                                                                      |
| 26杯目  | 2011年07月11日 | 「若かったよね、何か…いい意味でも…」 「…ん？ “でも”って何だ？」 「アハハハハ…(笑)」                                                                             | ゲスト：川澄綾子                                                                      |
| 27杯目  | 2011年07月25日 | 「…えッ!? 群馬お○わりバー!? って…どんな聞き間違えだよ!!」 「（一同）アハハハハ…www」                                                                            | ゲスト：門脇舞以 / 伊藤美紀                                                           |
| 28杯目  | 2011年08月15日 | 「ちょいちょい…チョイチョイ下ネタ声優？」 「おいっ！言わないでしょッッ!! あんまり!!」                                                                           |                                                                                       |
| 29杯目  | 2011年08月22日 | 「今日はミカタンさんを“ひびちか造る!!”って言うまで帰さない！」 「帰さないッ!!」 「で、でも、でもですね、実はひびちかウチからも出しているんですよッ?!」          | ゲスト：ミカタン                                                                      |
| 30杯目  | 2011年09月05日 | 「やっべ、青いのも付いてるぞ、コレ！」 「付いてる可能性高いぞ、コレ！」                                                                                         |                                                                                       |
| 31杯目  | 2011年09月19日 | 「“タカシ”って、なんでアタシ言っちゃうのかなと思ったら、ウチのお父さんと同じ名前だったからなんだよ～」 「そういう事か～」                                       |                                                                                       |
| 32杯目  | 2011年10月03日 | 「“ようこ＆エリさんへ――” なんでアタシ“さん”付けなのっっっ？！」 「やった～～♪♪」                                                                                |                                                                                       |
| 33杯目  | 2011年10月17日 | 「私達はズット「Fate」談議をしていたんですけど―」 「したね～、車の中で！」 「しましたー」 「下ネタはやめて～～（笑）」                                          | マチ★アソビ Vol.7での公開録音分 ゲスト：植田佳奈 / 諏訪部順一                         |
| 34杯目  | 2011年10月31日 | 「おめでとうございます皆さん～～♪――そんな訳で、マチ★アソビも行きましたね～」 「皆さん、おめでとうございますッ!! ッッ、おいッっッ?! 大事なの忘れてるダロッッ!!」 |                                                                                       |
| 35杯目  | 2011年11月14日 | 「白玉に緑、コレ…うぐいす餡？うぐいす餡でしたっけ？」 「うぐいす…っ、森さんッッ【←エライ人（笑）」                                                              |                                                                                       |
| 36杯目  | 2011年11月28日 | 「「じゅんぺいさんのコメント―“Blu-ray BOX 買ってね♪”」 「大人って汚いっっ☆☆」                                                                                   |                                                                                       |
| 37杯目  | 2011年12月12日 | 「クリスマスの思い出といえば？――特に無しッ！」 「ええぇぇっっ～??!!」                                                                                           |                                                                                       |
| 38杯目  | 2011年12月26日 | 「何か不思議な雰囲気だねー」 「だって『魔法使いの夜』ですから～～」×2                                                                                           | ゲスト：辻あゆみ                                                                      |
| 39杯目  | 2012年01月09日 | 「“ひびちか”のは真面目なキャラソンを作ってしまったから、君たちはお笑い担当だ!!」 「そうだっ!!」 「そんなぁ～～（泣）」                                          | ゲスト：辻あゆみ                                                                      |
| 40杯目  | 2012年01月23日 | 「“カンナ”って、こう――」 「え、“ランサー”って事？」 「違うわッッ！」                                                                                            | ゲスト：岸尾だいすけ                                                                  |
| 41杯目  | 2012年02月06日 | 「全方位だよね――本命を必ず落とせる…」 「そんなの知ってたら、皆やってるわぁーッッッ!!!!(ノ￣皿￣）ノ ~┻━┻ 」                                                     |                                                                                       |
| 42杯目  | 2012年02月20日 | 「何で?! 何で?! 何でそんなッ??」 「バレンタインだからさっ―さみしくなっちゃったの!!」                                                                            |                                                                                       |
| 43杯目  | 2012年03月05日 | 「ちょっと、“ドキッ”とするかもー(///∇//)」 「ただし、イケメンに限る(￣▽￣) ﾆﾔ？」                                                                               |                                                                                       |
| 44杯目  | 2012年03月19日 | 「『――では、さよなラシュック!!』 !? 最後の最後にナンダヨォ～(／－＼*）」 「萌えるわぁ～！それ、可愛いわぁ～（￣∀￣）」                                          |                                                                                       |
| 45杯目  | 2012年04月02日 | 「『ハズレ無しのくじでハズレを引いたんです。』」 「“ハズレ無し”って言ってるのに、ハズレがあるって、どういう事?!!」                                              |                                                                                       |
| 46杯目  | 2012年04月16日 | 「書いてある!! 生の履歴書?!」 「生だよッ!! だって、ここにさ、ホラ、県の名前とかあるジャンwww」                                                                  |                                                                                       |
| 47杯目  | 2012年04月30日 | 「でも皆、縦セーターがいいんでしょ？（笑）」 |                                                                                       |
| 48杯目  | 2012年05月14日 | 「今日はトラブルづくしだねぇ～」 「何か、“生放送かっ！”って感じですね！」                                                                                       |                                                                                       |
| 49杯目  | 2012年05月28日 | 「3年目だって！3年生だよ！――え、卒業になっちゃうの?!」 「え、え？え？え (ﾟﾛﾟ;))((;ﾟﾛﾟ)」                                                                        |                                                                                       |
| 50杯目  | 2012年06月13日 | 「誰が強引にねじ込んだんだッ!?」 「何故僕らなのか…」 「それは……確かにww」                                                                                       | ゲスト：石田彰 / 鶴岡聡                                                               |
| 51杯目  | 2012年06月25日 | 「カクテルで、カシスオレンジにします！」 「じゃあ…スクリュードライバーをお願いします!!」                                                                        | 「魔法使いの夜カフェ」での公開録音分                                                  |
| 52杯目  | 2012年07月09日 | 「大体千鍵無双」 「“ひびき”って何？」 「スナオちんの正体とは？」                                                                                                | ゲスト：辻あゆみ / バンプレスト・宣伝                                                 |
| 53杯目  | 2012年07月23日 | 「だって、ウチマネージャーに原田いるもん(泣)」×2 「やっちゃったヨ～～!!」 「あっちの事務所の事分かんなかった！」                                                | ゲスト：水沢史絵 / 矢作紗友里                                                         |
| 54杯目  | 2012年08月06日 | 「お姫様になりたいのか、ウニャッハッハッハ― =^ΦωΦ^=」 「姫がいいよぉ～ッ!!」 「まあねぇ、童話でお姫様と言ったら主人公ですもんねェ」                             | ゲスト：佐藤利奈                                                                      |
| 55杯目  | 2012年08月20日 | 「そんな、イヤらしいもの入ってるんですか？」 「いやらしくないッッ!!そのお店いやらしくない感じの下着のお見せジャン！」                                           |                                                                                       |
| 56杯目  | 2012年09月03日 | 「“Fate/Zero 秋の夜長に 君とみる――”」 「おぉ～～ッッ」×3 | ゲスト：速水奨 / 関智一                                                               |
| 57杯目  | 2012年09月17日 | 「あ、これアサシン？」 「あ、これは田口君という――」 「ADの田口君ですww」                                                                                        | ゲスト：中田譲治                                                                      |
| 58杯目  | 2012年10月01日 | 「良くtwitterでカレーに関するつぶきを――」 「俺のスゴい省略されてない?!」 「「アハハハハハ～」」                                                                 | ゲスト：新垣樽助 / 置鮎龍太郎                                                         |
| 59杯目  | 2012年10月15日 | 「さぁやにピッタリですネ！」 「ありがとう♪」 「あれ、ちょっと怖い?! キャラクターをリンクさせると、なんか…」 「そうそうww」                                      | ゲスト：大原さやか / 恒松あゆみ                                                       |
| 60杯目  | 2012年10月29日 | 「入るか、入らないかは貴女しだい――みたいな？」 「“信じるか、信じないかは――”みたいww」 「都市伝説みたいになっちゃったww」                                        | ゲスト：川澄綾子                                                                      |
| 61杯目  | 2012年11月13日 | 「なんでぇ？」 「きっと、背番号12番さんが悪いんじゃないよ！ナンか――憑いてんだよ」                                                                               |                                                                                       |
| 62杯目  | 2012年11月26日 | 「“チキショーッッっていう！”、リア充ですよ、アイツらは――ッッ!!」 「いや、ソレが楽しかったんですよねぇ（ｼﾐｼﾞﾐ）」                                                | ゲスト：角川書店・スタッフ                                                            |
| 63杯目  | 2012年12月10日 | 「ちょっと緊張するよぅー」 「緊張しますね～」 「何でですか？」 「なんか、アタシが一人で来た時と違うよ?!」                                                       | ゲスト：小山力也 / 川澄綾子                                                           |
| 64杯目  | 2012年12月24日 | 「『Fate/EXTRA』って一言で言うとどんな作品ですか？」 「豪華絢爛」 「すごい作品」 「wwwww」                                                                      | ゲスト：丹下桜 / 下屋則子                                                             |
| 65杯目  | 2013年01月07日 | 「劇場版、来ちゃうなぁ～ 特報でちゃうなぁ～」 「忙しくなるなぁ、今年は！」 「3本だもんね！劇場版、3本!!」 「楽しみだなぁ――」                                    | ゲスト：伊藤美紀 / 門脇舞以                                                           |
| 66杯目  | 2013年01月21日 | 「私がエロくやっときます!!」 「良いんですかッ?!良いんですかッッ?!」 「芝居でいくらでもエロく出来ますもんねッ！」                                                | ゲスト：柚木涼香                                                                      |
| 67杯目  | 2013年02月04日 | 「――お、おう！」 「お客様じゃない感じに…ネ（汗）」 「じゃ、お前らひとりづつ自己紹介を――」 「オイオイッッ!!」                                                    | ゲスト：岸尾だいすけ / 辻あゆみ                                                       |
| 68杯目  | 2013年02月18日 | 「ちかちゃんは全体的にスレンダーだから…」 「じゃあ、ひびきが“上”担当だね!w」 「いやぁ～～!みんな想像しないでぇ～～～!!」                                        |                                                                                       |
| 69杯目  | 2013年03月04日 | 「“発売延期も三度までは許す”」 「そんなに許しちゃ駄目だろ」 「…すいません。」                                                                                   | マーベラスAQL・広報                                                                   |
| 70杯目  | 2013年03月18日 | 「いつ買うの?」 「｢今でしょっ!!!｣」 |                                                                                       |
| 71番地  | 2013年04月01日 | 「本日のゲストは弓塚さつきさんでーす!」 「えっ、ゲストなの?この番組、ゆみづからじおじゃないの?」                                                                | ゲスト：南央美                                                                        |
| 72杯目  | 2013年04月15日 | 「陽子ちゃんの舞台見に行ってくれたかなー？」 「＼(遠くで)うん！／」 「…っ！？ リスナーの声が聞こえたああ！？」                                                  | ゲスト：中田譲治                                                                      |
| 73杯目  | 2013年04月29日 | 「また見つめ合ってる～!」 「すみません、リスナーの皆さん☆」 「羨ましかろう!!(笑)」                                                                              | ゲスト：能登麻美子                                                                    |
| 74杯目  | 2013年05月14日 | 「(通過するボートを見て)たぶん、知らない人ですねー」 「辻ちゃんのお父さんじゃないの！？(笑)」 「こっちでは、、なさそうですね～」                                | マチ★アソビ Vol.10での公開録音分 ゲスト：小岩井ことり / 木内秀信                      |
| 75杯目  | 2013年05月27日 | 「あぁー、これ劇的に増えちゃうわ～。出番、増えちゃうわ～w(‐∀‐)」 「ちょ言い方w」 「怖い、怖いwww」                                                              | ゲスト：水沢史絵 / 矢作紗友里                                                         |
| 76杯目  | 2013年06月10日 | 「グッズ欲しいですよね～！」 「でも、その為にはみんなの“欲しい!”てゆー声が必要だからね！！」 「その通り！！！」                                                 | ゲスト：辻あゆみ                                                                      |
| 77杯目  | 2013年06月24日 | 「見事に僕たちの情報に、踊らされてくれてありがとうございます！」 「ありがとうございます！！」（笑）                                                             | ゲスト：岸尾だいすけ / 佐藤利奈                                                       |
| 78杯目  | 2013年07月08日 | 「みんなで遊びに行ったり、そういうのがあったから馴染めた気がします…」 「え、何？この番組終わるの？」                                                            |                                                                                       |
| 79杯目  | 2013年07月22日 | 「♪ぜったい、お姫様ノ～トぉ〜〜〜」 「…何書いてたんだろうね?(笑)」                                                                                              | 「Fate/EXTRA 月海原学園放送部」第1回                                                  |
| 80杯目  | 2013年08月05日 | 「結果、誰でも良いって事？」 「そぉ～ゆ～のって、一番モテないんだよねぇ～。」(笑)                                                                               | アニメイト横浜店での公開録音分 ゲスト：辻あゆみ / 水沢史絵 / 矢作紗友里 仙台は欠席    |
| 81杯目  | 2013年08月19日 | 「＼♪みっそっじ！みっそっじ！みっそっじ！／」 「いやー、ついに来ちゃいましたね～(笑)」                                                                          | 「Fate/EXTRA 月海原学園放送部」第2回                                                  |
| 82杯目  | 2013年09月02日 | 「こりゃ、本当にアニメカシテモアルカ―（咬）」 「そこ、大事なところだよッ、ヨーコ！」                                                                            |                                                                                       |
| 83杯目  | 2013年09月16日 | 「ヨーコ、あのね！ロビー活動はすごく重要だからねぇ！？」 「わ、わかりました～～…っ！(°Д°;)))」                                                                  | 「Fate/EXTRA 月海原学園放送部」第3回                                                  |
| 84杯目  | 2013年09月30日 | 「ひびちからじお 未来福音・大ヒット公開中スペシャル～☆」 | ゲスト：井口裕香                                                                      |
| 85杯目  | 2013年10月14日 | 「ちょっと厳しい意見もお願いしますー!＞＜」 「ヨーコ、今の発言はドMだったね！！(笑)」                                                                           |                                                                                       |
| 86杯目  | 2013年10月28日 | 「“ルルルルル”的な何かがあるかも知れない…」 「ルルル？（・ω・）」 「ヨーコ！4年もラジオやってるのに～！(＞＜)」                                                 | 「Fate/EXTRA 月海原学園放送部」第4回                                                  |
| 87杯目  | 2013年11月11日 | 「こんにちわっふる〜〜〜！…よしっ、やり切った！」 「達成感！！(笑)」                                                                                            | ゲスト：鈴村健一                                                                      |
| 88杯目  | 2013年11月25日 | 好きな子のお尻を追いかける！」 「それ良いかもっ！？(笑)」 | 「Fate/EXTRA 月海原学園放送部」第5回                                                  |
| 89杯目  | 2013年12月09日 | 「黒桐鮮花って、ズバリどんなキャラクター？」 「乙女チックバイオレンス女子高生!!」 「確かにっ!!」                                                                | ゲスト：藤村歩                                                                        |
| 90杯目  | 2013年12月23日 | 「今まで言ったことの無い言葉をたくさん言いました！」 「ちょっとぉ～！若い女の子に何言わせてんの～～！！」                                                       | ゲスト：久野美咲 / 花江夏樹 「Fate/EXTRA 月海原学園放送部」第6回                      |
| 91杯目  | 2014年01月06日 | 「あけましておめでとうございますー…って、収録日クリスマスイブなんですけど」 「シーっ！シーっ！！(笑)」                                                          |                                                                                       |
| 92杯目  | 2014年01月20日 | 「世界征服、まずは…マチアソビから～～！！」 「上手い！」 | ゲスト：高橋祐馬                                                                      |
| 93杯目  | 2014年02月03日 | 「白黒ハッキリつけたいというより…」 「それは、性癖じゃないかなぁ～？」                                                                                          | 「Fate/EXTRA 月海原学園放送部」第7回（後編）                                          |
| 94杯目  | 2014年02月17日 | 「ヨーコ！それ、オカシイ！！！」 「えー何で！？ベタでしょう！？！？」(笑)                                                                                       | 「Fate/EXTRA 月海原学園放送部」第8回（前編）                                          |
| 95杯目  | 2014年03月03日 | 「これ、タイプムーンのラジオだからっ！カ●コンさんじゃないからーっ！」(笑)                                                                                       | ゲスト：岸尾だいすけ 「Fate/EXTRA 月海原学園放送部」第8回（後編）                     |
| 96杯目  | 2014年03月17日 | 「“カフェオレ！”とか無しですか？」 「…カフェオレにしましょう、これ。」                                                                                          |                                                                                       |
| 97杯目  | 2014年03月31日 | 「いっそ、Fateと●ニクロさんとコラボしないかなー？」 「欲しいーー！！」                                                                                          | ゲスト：川澄綾子 / 植田佳奈 「Fate/EXTRA 月海原学園放送部」第9回（前編）              |
| 98杯目  | 2014年04月14日 | 「新年度始まったけど、この番組終わるけどね！！」 「エリがちょっとやさぐれてきてるよぉ～(泣)」                                                                   | ゲスト：辻あゆみ / 水沢史絵 / 矢作紗友里 「Fate/EXTRA 月海原学園放送部」第9回（後編） |
| 99杯目  | 2014年04月28日 | 「こんにちワッカナイ！！」 「違うーー！最終回直前にして…っ！！(笑)」                                                                                            | ゲスト：岸尾だいすけ 「Fate/EXTRA 月海原学園放送部」第10回                            |
| 100杯目 | 2014年05月12日 | 「ひびちか～らじお～～！グランドフィナーレ！！！」 |                                                                                       |

### ゲスト
- 4杯目 - 門脇舞以（Fate/stay night - イリヤスフィール・フォン・アインツベルン 役）
  - 役柄に合わせて、「聞かせて、ひびちかぽすと！」が「聞かせて、タイガー道場！！」に改題された。
- 12杯目 - 辻あゆみ（まほうつかいの箱 - 須方スナオ 役）
- 14 - 15杯目 - 岸尾だいすけ（まほうつかいの箱 - ケータイさん 役）
  - 「聞かせて、ひびちかぽすと！」が「聞かせて、ひびちかぽすと！Returns」に改題された。
- 16杯目 - 伊藤静（Fate/hollow ataraxia - ルヴィアゼリッタ・エーデルフェルト 役）
- 18杯目 - 遠藤綾（Fate/hollow ataraxia - ギルガメッシュ〈少年期〉 役）
- 20杯目 - 小清水亜美（Fate/hollow ataraxia - カレン・オルテンシア 役）
- 21杯目 - 植田佳奈（Fate/stay night - 遠坂凛 役）
- 22杯目 - 辻あゆみ / 岸尾だいすけ
- 24杯目 - 柚木涼香（月姫 - アルクェイド・ブリュンスタッド 役）
- 25杯目 - 神奈延年（Fate/stay night - ランサー 役）
- 26杯目 - 川澄綾子（Fate/stay night - セイバー 役）
- 27杯目 - 門脇舞以 / 伊藤美紀（Fate/stay night - 藤村大河 役）
- 29杯目 - ミカタン（グッドスマイルカンパニー広報）
- 33杯目 - 植田佳奈 / 諏訪部順一（Fate/stay night - アーチャー 役）
- 38 - 39杯目 - 辻あゆみ
- 40杯目 - 岸尾だいすけ
- 50杯目 - 石田彰（Fate/Zero - 雨生龍之介 役） / 鶴岡聡（Fate/Zero - キャスター 役）
- 52杯目 - 辻あゆみ / バンプレスト宣伝・開発
- 53杯目 - 水沢史絵（Fate/stay night - 美綴綾子 役, まほうつかいの箱 - 栗枝クララ 役） / 矢作紗友里（まほうつかいの箱 - 黛まゆ子 役）
- 54杯目 - 佐藤利奈（まほうつかいの箱 - 桂木千鳥 役）
- 56杯目 - 速水奨（Fate/Zero - 遠坂時臣 役） / 関智一（Fate/stay night - ギルガメッシュ 役）
- 57杯目 - 中田譲治（月姫 - ネロ・カオス 役, 空の境界 - 荒耶宗蓮 役, Fate/stay night - 言峰綺礼 役, まほうつかいの箱 - ジョージ 役）
- 58杯目 - 新垣樽助（Fate/Zero - 間桐雁夜 役） / 置鮎龍太郎（空の境界 - 玄霧皐月 役, Fate/Zero - バーサーカー 役）
- 59杯目 - 大原さやか（Fate/Zero - アイリスフィール・フォン・アインツベルン 役） / 恒松あゆみ（Fate/Zero - 久宇舞弥 役）
- 60杯目 - 川澄綾子
- 62杯目 - 角川スタッフの皆さん
- 63杯目 - 小山力也（Fate/Zero - 衛宮切嗣 役） / 川澄綾子
- 64杯目 - 丹下桜（Fate/EXTRA - 赤セイバー 役） / 下屋則子（Fate/stay night - 間桐桜 役）
- 65杯目 - 伊藤美紀 / 門脇舞以
- 66杯目 - 柚木涼香
- 67杯目 - 岸尾だいすけ / 辻あゆみ
- 71杯目 - 南央美（月姫 - 弓塚さつき 役）
- 72杯目 - 中田譲治
- 73杯目 - 能登麻美子（空の境界 - 浅上藤乃 役, まほうつかいの箱 - マリー・ミュラー 役）
- 74杯目 - 小岩井ことり（まほうつかいの箱 - ハリエット・フリーゼ 役） / 木内秀信（まほうつかいの箱 - ロレンツ・トレンデル 役）
- 75杯目 - 水沢史絵 / 矢作紗友里
- 76杯目 - 辻あゆみ
- 77杯目 - 岸尾だいすけ / 佐藤利奈
- 80杯目 - 辻あゆみ / 水沢史絵 / 矢作紗友里
- 84杯目 - 井口裕香（空の境界 - 瀬尾静音 役）
- 87杯目 - 鈴村健一（空の境界 - 黒桐幹也 役）
- 89杯目 - 藤村歩（空の境界 - 黒桐鮮花 役）
- 90杯目 - 久野美咲（世界征服〜謀略のズヴィズダー〜 - 星宮ケイト 役） / 花江夏樹（世界征服〜謀略のズヴィズダー〜 - 地紋明日汰 役）
- 92杯目 - 高橋祐馬（アニプレックス宣伝）
- 95杯目 - 岸尾だいすけ
- 97杯目 - 川澄綾子 / 植田佳奈
- 98杯目 - 辻あゆみ / 水沢史絵 / 矢作紗友里
- 99杯目 - 岸尾だいすけ

### DJCD
いずれもフロンティアワークスから発売。
TYPE-MOON VOICE PHANTASM ひびちからじお! DJCD アーネンエルベへようこそ♪
2010年9月30日発売。
TYPE-MOON VOICE PHANTASM ひびちからじお! DJCD アーネンエルベでお待ちしてます☆
2011年1月26日発売。コミックマーケット79のTYPE-MOONブースで「まほうつかいの箱 TAKE-OUT CD BOX」として「まほうつかいの箱 ドラマCD Vol.1」とセットで先行販売。
TYPE-MOON VOICE PHANTASM ひびちからじお! DJCD アーネンエルベへようこそ♪♪
2011年4月27日発売。
ゲストに辻あゆみ（須方スナオ 役）、岸尾だいすけ（ケータイさん 役）。
TYPE-MOON VOICE PHANTASM ひびちからじお! DJCD アーネンエルベでお待ちしてます☆☆
2011年9月14日発売。コミックマーケット80で先行販売。
ゲストに柚木涼香（アルクェイド・ブリュンスタッド 役）。
TYPE-MOON VOICE CARNIVAL ひびちからじお! DJCD ON THE BEACH
2012年1月25日発売。コミックマーケット81で先行販売。湘南の公開録音の音源を収録。
ゲストに柚木涼香、野島健児（遠野志貴 役）、岸尾だいすけ、辻あゆみ、伊藤美紀（藤村大河 役）、門脇舞以（イリヤスフィール・フォン・アインツベルン 役）。
TYPE-MOON VOICE PHANTASM ひびちからじお! DJCD アーネンエルベの放課後
2012年10月24日発売。
ゲストに辻あゆみ、水沢史絵（栗枝クララ 役）、矢作紗友里（黛まゆ子 役）
TYPE-MOON VOICE PHANTASM ひびちからじお! DJCD アーネンエルベの放課後 Vol.2
2013年10月9日発売。
ゲストに辻あゆみ、水沢史絵、矢作紗友里

## 関連商品
まほうつかいの箱 イメージソング「シトラス・シリウス」
2012年5月23日発売（FFCF-0005）
フロンティアワークスから発売される、まほうつかいの箱のイメージソングシングル。表題曲は『ひびちからじお』『スターリット・マーマレード』の主題歌としても使用されている。
1. シトラス・シリウス
歌：仙台エリ＆本多陽子
作詞：OKSG　作・編曲：奈良悠樹
2. あの空、Sunset Glow
歌：仙台エリ
作詞：hotaru　作・編曲：eba
3. ミラクル・デザート☆
歌：本多陽子
作詞：hotaru　作・編曲：やしきん
4. シトラス・シリウス（instrumental）
5. あの空、Sunset Glow（instrumental）
6. ミラクル・デザート☆（instrumental）